# Ordem Teutónica
A Ordem dos Cavaleiros Teutônicos de Santa Maria de Jerusalém (em latim: Ordo Domus Sanctæ Mariæ Theutonicorum), conhecida apenas como Ordem Teutónica (português europeu) ou Teutônica (português brasileiro) (em alemão: Deutscher Orden) foi uma ordem militar cruzada vinculada à Igreja Católica por votos religiosos pelo Papa Clemente III. Foi formada no ano de 1190, em São João de Acre, no Reino de Jerusalém, para auxiliar os germânicos feridos nas Cruzadas.
Os seus membros usavam sobrevestes brancas com uma cruz negra e tinham por norte o lema: Ajudar, defender, curar. Tiveram a sua sede em Acre, uma fortaleza construída nos tempos do Reino de Jerusalém (1099-1291), durante as Cruzadas, cujos vestígios se conservam no norte de Israel.
A Ordem Teutónica, ao lado da Ordem dos Templários e da Ordem dos Hospitalários, foi uma das mais poderosas e influentes da Europa. A maioria dos seus membros pertencia à nobreza, inclusive a família real prussiana e, quando necessário, contratavam-se mercenários. Os soberanos e a nobreza dos  estados antecessores à atual Alemanha, inclusive a família soberana do Império Alemão (1871-1918) e do Reino da Prússia (1525-1947), os Hohenzollern, eram membros da ordem.
Atualmente, a ordem atua como uma organização de caridade na Europa Central.

## História

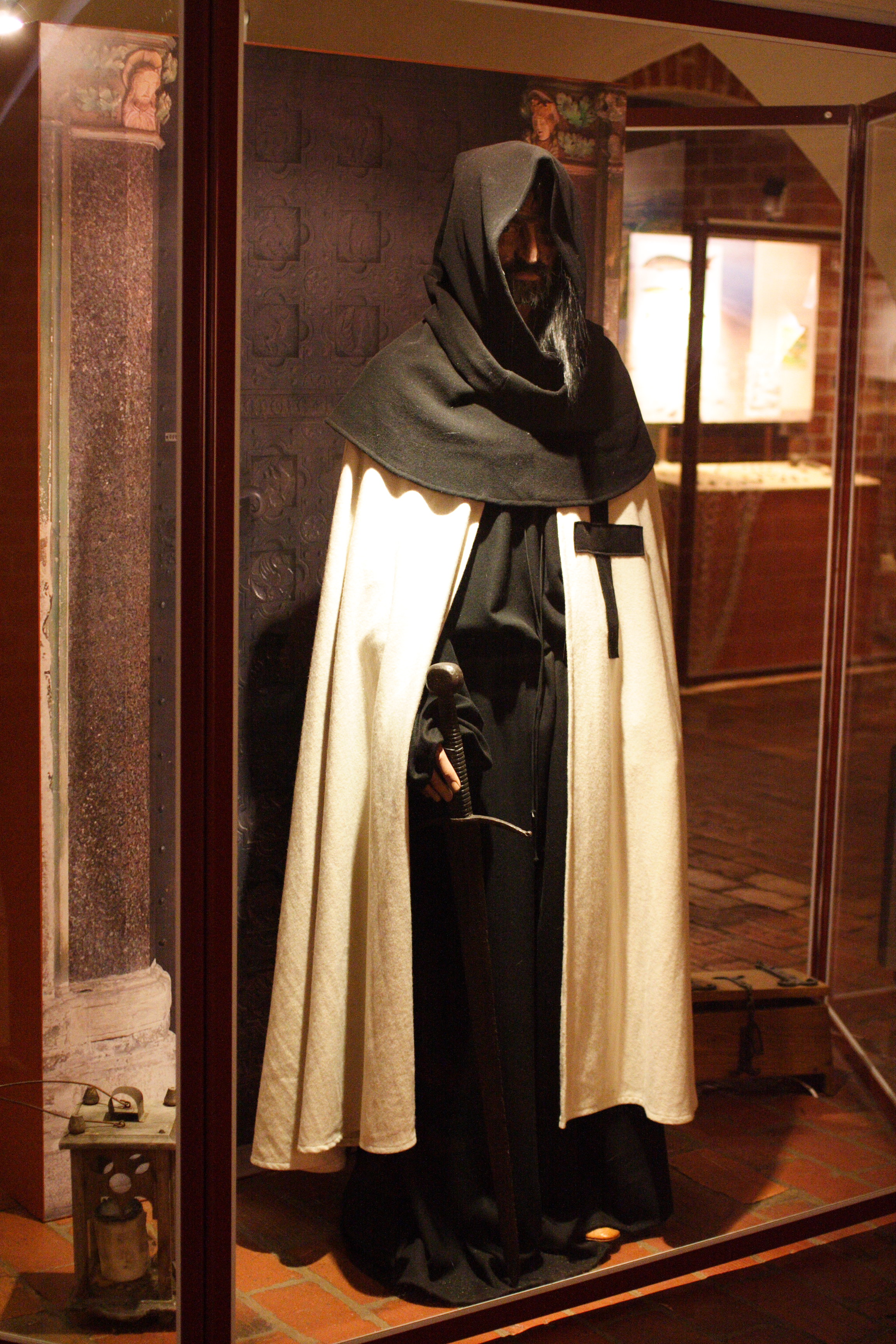
Vestimenta do Cavaleiro Teutônico

Desde a descoberta do Santo Sepulcro por Helena de Constantinopla entre 327 e 329, peregrinos cristãos de toda a Europa iam à Terra Santa visitar o túmulo de Jesus Cristo, incluindo alemães. O primeiro registro desse povo na Terra Santa se dá em 1064/1065, quando, liderados pelo Bispo Gunther Von Bamberg, não só peregrinos cristãos, mas também mercadores, foram ao Oriente visitar os monumentos religiosos e fazer negócio com os mercadores locais.

### Fundação
Em meio das expedições da Terceira Cruzada, cavaleiros de diversas ordens estavam sendo castigados e mortos em decorrência de doenças e não tinham o devido auxílio médico. Os corpos dos mortos eram jogados no fosso que separava as muralhas, deixando um terrível odor nos acampamentos, o que causava ainda mais doenças e proliferação de insetos. As unidades médicas, providas pelos Hospitalários, estavam sobrecarregadas e tinham preferência em auxiliar os franceses e ingleses, deixando os germânicos de lado.
Assim, alguns camponeses de Bremen e Lübeck fundaram uma ordem médica para auxiliar seus compatriotas germânicos. A iniciativa foi muito bem recebida pelos nobres germânicos, pelo Patriarca de Jerusalém, e também pelos Hospitalários e Templários. Com a boa aceitação, e a urgência da situação, não demorou para que o Papa Celestino III aprovasse a instituição da Ordem do Hospital de Santa Maria dos Germânicos em Jerusalém (ou Ordem Germânica).
Poucos anos depois, em 1197, um novo exército cruzado germânico chegou a Jerusalém e encontrou um hospital próspero que, além de cuidar dos doentes, oferecia hospedagem aos cavaleiros recém-chegados. Além de todo auxílio médico já provido pela ordem, alguns cavaleiros entenderam que a ela também poderia oferecer tropas para a proteção dos castelos fronteiriços, uma vez que a maioria possuía treinamento militar, e os Templários e Hospitalários estavam em números insuficientes para as batalhas, o que havia levado à perda de Jerusalém em 1187. Assim, em 1198, o Papa Celestino III emite uma carta incorporando tropas à Ordem Germânica que passava a ser uma ordem militar.
Devido à pronúncia do termo alemão "deutsch" (germânico) estar muito próxima do termo inglês "dutch" (holandês), os cavaleiros das outras ordens, ingleses e franceses, atribuíram o termo "Teutônico" às tropas germânicas quando estes chegaram aos postos de batalha.

### Guerras na Terra Santa

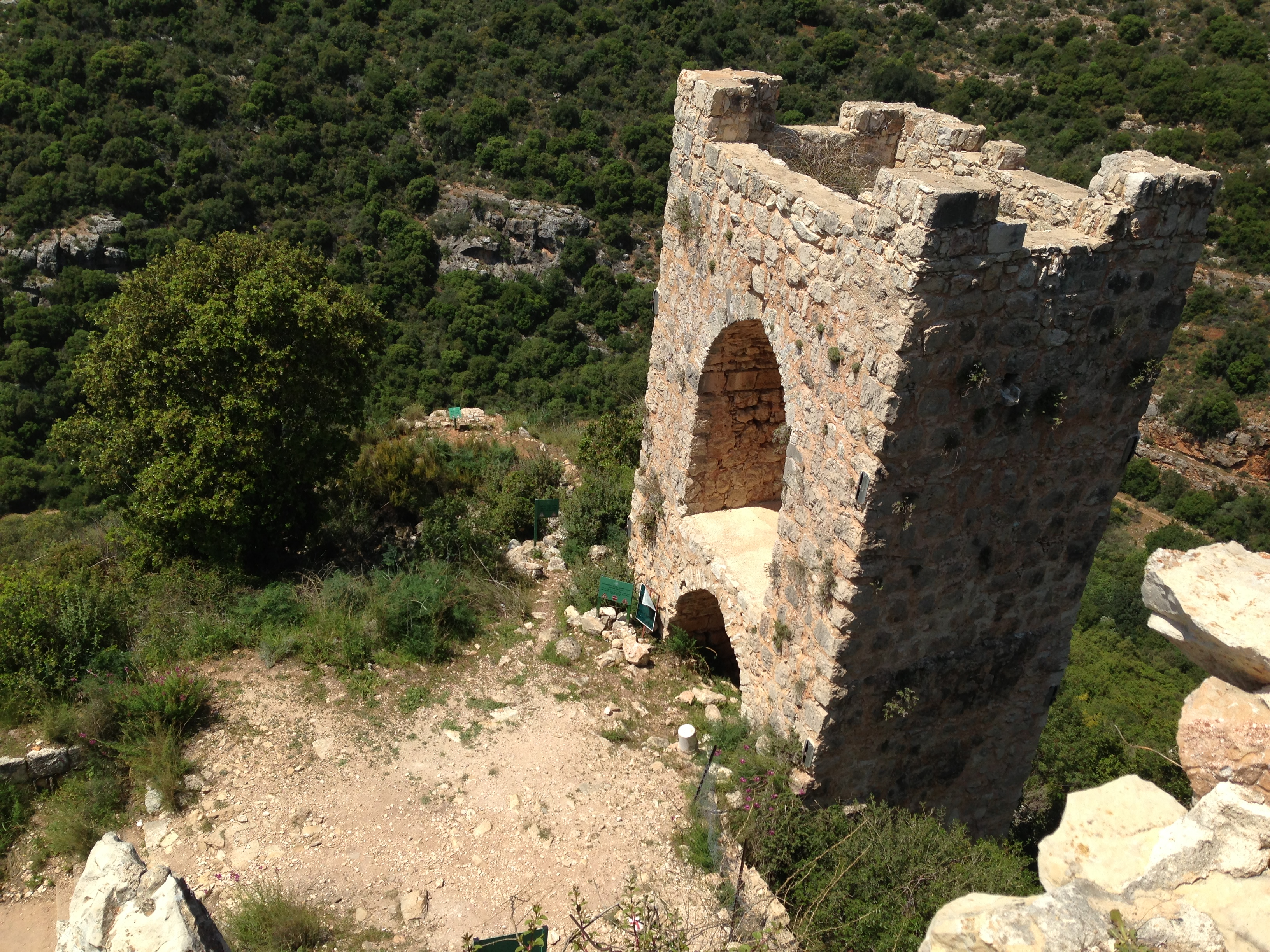
Ruínas de Montfort

A Ordem Teutônica teve um árduo início, tinham poucas posses e viviam de parcas doações, e não deram contribuições significativas nas Cruzadas.
Em 1210, Hermann von Salza, hábil negociador e empreendedor, assumiu o posto de Grão-Mestre. Foi sob seu comando que a Ordem Teutônica começou a ganhar notoriedade e posses. Um de seus primeiros feitos enquanto grão-mestre foi a participação da Ordem na coroação do Rei Léo II da Arménia, para quem prestou serviços militares e adquiriu posses rurais e vilarejos.
Entre as primeiras posses da Ordem, um velho castelo na Galileia, adquirido em 1220 com o dinheiro de impostos. Esse castelo foi reconstruído e se tornou, em 1226, a fortaleza Montfort ("Monte Forte"), localizada a 12 km do Mar Mediterrâneo, onde alguns teutônicos se estabeleceram até 1271, quando foi tomada pelos muçulmanos.
Mesmo após a perda de Montfort, o restante dos teutônicos permaneceram em Acre até 1291, quando todas as ordens militares foram retiradas.

### A mudança para o norte da Europa

#### Armênia
Com a participação direta na coroação do rei Léo II, a Ordem ganhou posses relevantes para seu estabelecimento e desenvolvimento no Reino Arménio da Cilícia, além de terras rurais e pequenos vilarejos, recebeu também, em 1212, o castelo Amouda, localizado no alto de uma única rocha em uma extensa planície (hoje localizado no vilarejo de Gökçedam, Turquia).
No leste do país, em 1236, a Ordem recebeu uma torre na região de Harunia, a qual transformou em capela. As generosas doações não eram tão somente um ato de gratidão, mas, principalmente, confiavam que, com o estabelecimento da Ordem Teutônica no reino, estariam a salvo das invasões muçulmanas e dos turcos seljúcidas. A Ordem ficou em território armênio até 1266, quando ocorreu a invasão muçulmana.

#### Transilvânia
Em 1211, a convite do rei André II da Hungria, parte da Ordem se estabelece na Transilvânia para proteger as fronteiras do País. Em troca da proteção, o rei lhes concedeu isenção de impostos e taxas e lhes prometeu terras nas áreas que iriam se estabelecer.  Durante sua presença na região, construíram cinco fortalezas e fundaram a cidade de Brasov.
Durante a quinta cruzada, em 1217, enquanto parte dos cavaleiros rumou para as batalhas no Egito, o rei André II vai à Terra Santa com os Teutônicos, onde participa de uma convenção da ordem em Acre e de batalhas na Galileia. A Ordem Teutônica é associada à Hungria, tal ligação traz status e respeito a ambos os lados. Contudo, internamente, tal empreitada não é bem vista pelos húngaros, que questionam as perdas e os gastos por parte do rei André II, o que o faz perder credibilidade e força política.
Desde o retorno de André II das cruzadas, em 1222, a Ordem passou a ser questionada pela nobreza e aristocratas húngaros, e até mesmo pela realeza, sob a desconfiança de estarem trabalhando em prol de seus próprios interesses e não os da Hungria. Outra situação que viria a piorar sua credibilidade ante os húngaros, foi o conflito entre o papa e o imperador Frederico II. Assim, sua independência militar passou a ser vista como ameaça à segurança do país, razão pela qual foram expulsos em 1225.

#### Polônia
Transferiram-se então para o norte da Polônia, onde criaram o Estado da Ordem Teutónica (1224-1525). A agressividade e o poder da ordem ameaçavam os países vizinhos, em especial o Reino da Polônia (1025–1385) e o Grão-Ducado da Lituânia. Entre 1229 e 1279 a ordem conquistou áreas na Prússia, onde os cavaleiros construíram muitas cidades e fortes.
Em 1309 a Ordem transferiu sua sede geral para Malbork, norte da Polônia. Com essa mudança a Ordem põe fim a sua luta pela Terra Santa, abandona as regiões do Mediterrâneo e dá início às Cruzadas do Norte. Sua mudança para a região dividiu a opinião dos habitantes locais, contudo, o auxílio prestado pelos cavaleiros nas batalhas travadas por Conrado I da Mazóvia contra os pagãos da Prússia e da Lituânia foi de grande valia para a região.

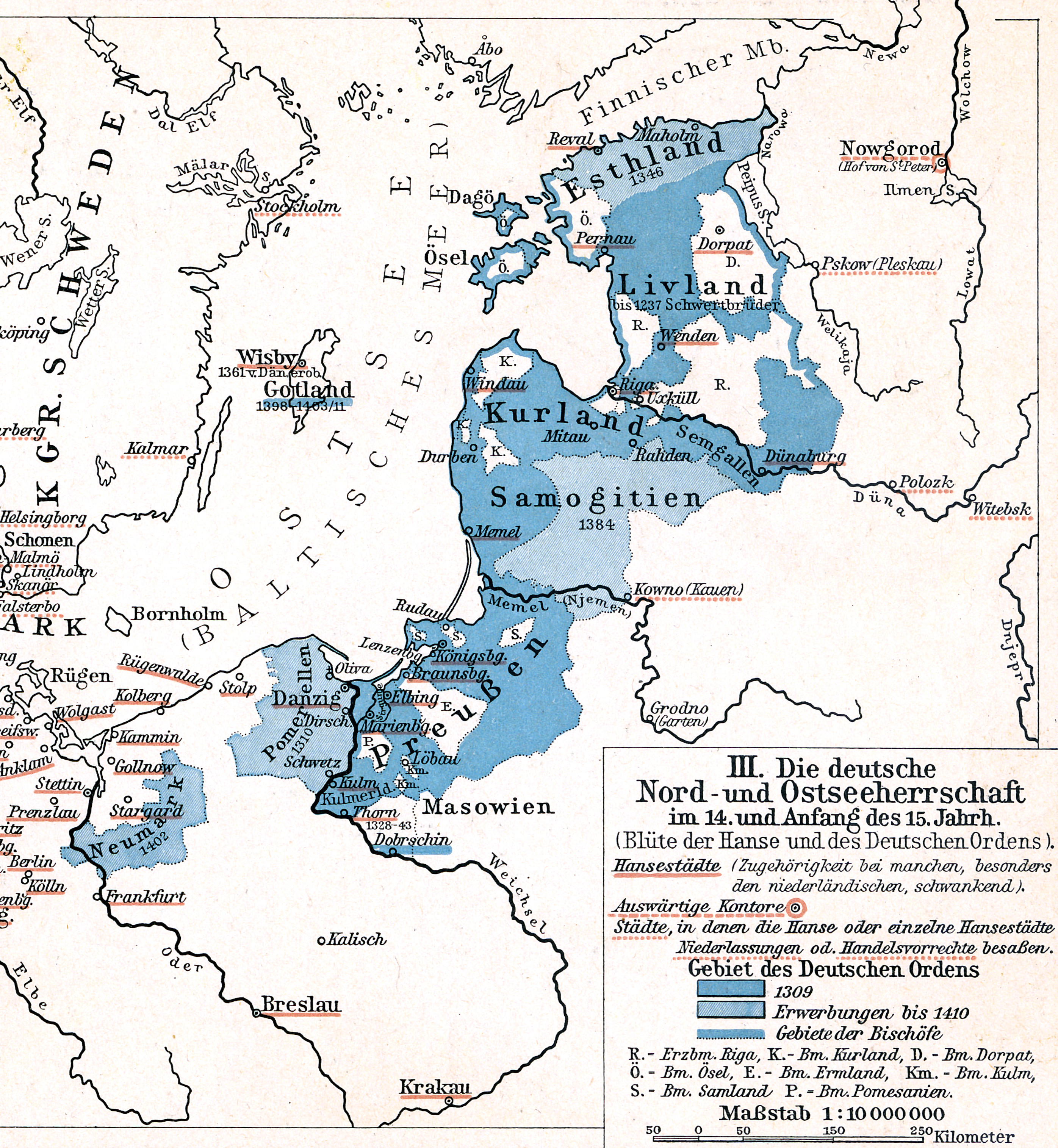
Reino teutônico entre 1309 e 1410

Por volta de 1329, os cavaleiros teutónicos controlavam, por domínio papal, toda a região do Báltico, desde o golfo da Finlândia até a Pomerânia, na Polônia. Na parte sul de seu domínio, a ordem foi abolida e suas terras se tornaram a Prússia, em 1525. A parte norte (Estônia e Letónia) foi dividida entre a Polônia, Rússia e Suécia, depois de 1558.

### Batalha de Grunwald
Em 15 de julho de 1410 foi travada a batalha de Grunwald, na qual um exército formado por 45 mil homens, entre poloneses e lituanos comandados pelo rei Ladislau II Jagelão, enfrentaram, por seis horas, cerca de 21 mil cavaleiros teutônicos, liderados pelo grão-mestre Ulrich von Jungingen. Para a batalha o exército teutônico teria contratado 800 mercenários, além de seu próprio contingente de cavaleiros.
Uma das estratégias usadas pelo rei polonês foi adiar o momento da batalha, fazendo com que os cavaleiros teutônicos cansassem pela espera do exército polonês-lituano no local da batalha. A estratégia definitiva se deu com uma manobra na qual os lituanos simularam um recuo levando os Cavaleiros Teutônicos a uma emboscada do exército polonês.
Após seis horas de batalha, poloneses e lituanos cercaram os cavaleiros teutônicos. Com a morte do grão-mestre teutônico em batalha, os cavaleiros bateram em retirada para o castelo de Malbork, que à época era uma fortaleza impenetrável.
Embora a batalha seja um marco na história no norte da Europa Central, a mesma não alterou muita coisa. O Reino da Polônia já estava em ascensão, a época das ordens de cavalaria já havia passado, entre outras mudanças que já estavam por vias de ocorrer. Contudo a batalha pode ser considerada como um marco para o declínio da Prússia medieval e, sobretudo, dos cavaleiros teutônicos.

### Guerra dos Treze Anos
A Guerra dos Treze Anos foi uma batalha entre a Polônia e os Cavaleiros Teutônicos que se iniciou a partir de uma revolta popular contra estes.
A chamada Confederação Prussiana, em 1454, sabendo que não poderiam enfrentar em pé de igualdade os Cavaleiros Teutônicos, atacaram estes de forma antecipada e inesperada, pegando-os sem o devido preparo. Rapidamente territórios teutônicos como os castelos de Elbląg, Danzigue e Thorn caíram. Em questão de pouco tempo, todos as edificações teutônicas da região, com exceção dos castelos de Malbork e Konitz, estavam nas mãos dos inimigos.
Em 1466, o papa Paulo II e a Liga Hanseática intermediaram as batalhas e, após um legado papal, o acordo foi alcançado e o documento da Paz de Toruń foi assinado, marcando o fim da guerra.
O poder da ordem continuou a declinar até 1525, quando seu grão-mestre, Alberto de Brandemburgo, converteu-se ao luteranismo e assumiu o título e os direitos de duque hereditário da Prússia (embrião do Reino da Prússia, catalisador do futuro Império Alemão). O Grão-Magistério foi então transferido para Mergentheim, de onde os grão-mestres teutónicos continuavam a administrar as consideráveis posses da ordem no Sacro Império Romano-Germânico.
Em 1809, quando Napoleão Bonaparte determinou a sua extinção, a Ordem perdeu as suas últimas propriedades seculares, mas logrou sobreviver até o presente.

### Ressurgimento em 1929
Em decreto papal datado de 21 de novembro de 1929, emitido pelo Papa Pio XI, a Ordem Teutónica foi retomada, contudo como uma ordem clerical composta por sacerdotes, padres e freiras. Com missões essencialmente assistenciais, a Ordem ressurge com as mesmas propostas de quando fora fundada em 1190, em Acre.
Atualmente a Ordem tem sua sede em Viena, Áustria, e trabalha primordialmente com objetivos assistenciais fornecendo padres para comunidades germanófonas em países de língua não alemã. Também mantém, desde 1999, um conservatório de música na cidade de Opava,  República Tcheca, uma escola de ensino médio em Olomouc, também na República Tcheca, uma casa de repouso e um hospital na cidade de Friesach, e uma ordem de freiras na cidade de Passau na Alemanha.

### Cronologia

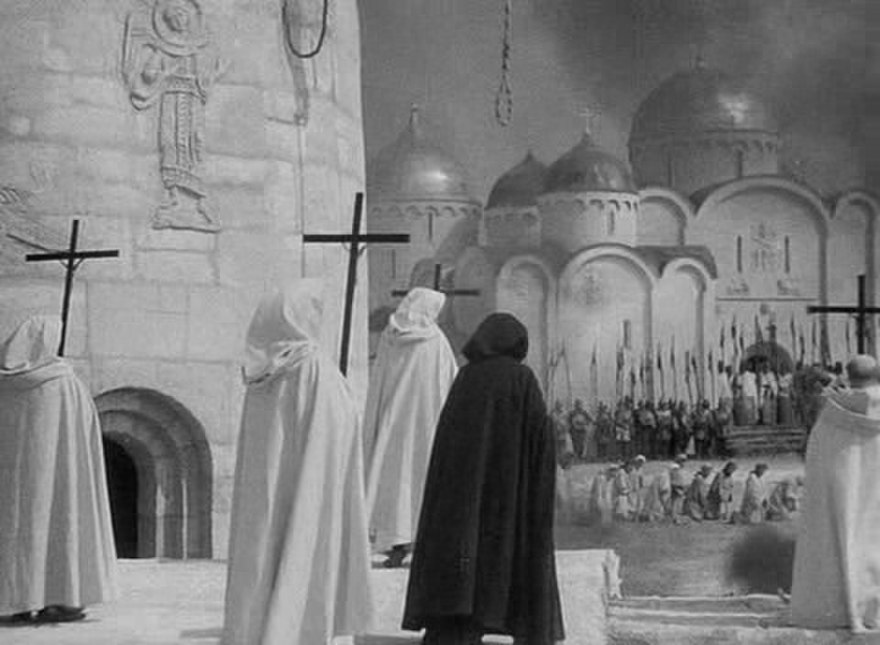
Cena do filme russo Alexandr Nevsky

Batalha de Grunwald, por Jan Matejko (1878)

Uma breve cronologia das principais batalhas da Ordem Teutônicaː
- 1190 - Fundação da Ordem como ordem de auxílio médico.
- 1198 - A Ordem Teutônica é instituída como ordem militar.
- 1211 - André II da Hungria dá uma parte da Transilvânia à Ordem.
- 1226 - Conrado I de Mazóvia, solicita à Ordem a conversão dos pagãos da Prússia.
- 1230 - Cruzada Prussiana.
- 1242 - Batalha do Lago Peipus (retratada no filme Alexander Nevsky[28]).
- 1260 - "Grande Insurreição Prussiana".
- 1274 - Fim da Grande Insurreição Prussiana.
- 1309 - Tomada de Pomerélia.
- 1351 a 1382 - Auge da Ordem sob o grão-mestrado de Winrich von Kniprode.
- 1386 - Polônia e Lituânia se unem contra a Ordem.
- 1407 - A Ordem atinge seu maior domínio territorial.
- 1410 - Batalha de Grunwald (retratada no filme Os Cavaleiros Teutônicos[29]).
- 1422 - Derrota para a Lituânia.
- 1435 - Derrota para a Polônia.
- 1454 - Guerra dos Treze Anos
- 1466 - Paz de Toruń
- 1525 - Ducado da Prússia
- 1531 - O Sacro Império Romano nomeia o líder da Ordem como príncipe.
- 1809 - Napoleão Bonaparte dissolve a Ordem.
- 1929 - Ressurge como ordem religiosa.

## Leis e costumes

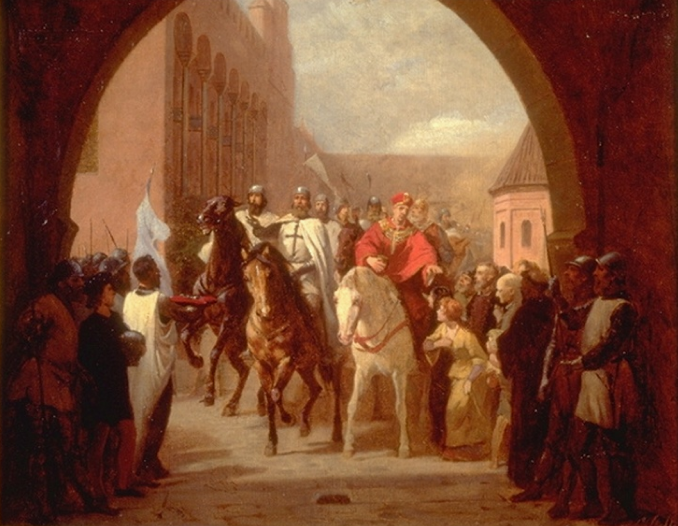
Cavaleiros Teutônicos entrando no castelo Malbork, Carl Steffeck (1884)

Inicialmente os Teutônicos seguiam a regra dos Hospitalários, que era influenciada pela regra de Santo Agostinho, aplicadas aos hospitais construídos na Terra Santa. Ao se converterem oficialmente em ordem militar, optaram por seguir a regra templária, fazendo, sob autorização da Santa Sé, algumas adaptações.
Ao entrar na Ordem, um cavaleiro tinha de fazer votos de pobreza, castidade e obediência, bem como abrir mão de todos os seus bens e doá-los à Ordem para que se tornassem bens comuns, além de saber rezar, em latim, o Pai Nosso, a Ave Maria e o Credo. Embora a Ordem possuísse muitas propriedades, como conventos, hospitais e igrejas, o foco era sua utilização em defesa da Cristandade.
Aos cavaleiros era permitido caçar somente em caso de necessidade, sendo vedada a caça esportiva, e tinham de evitar as mulheres (uma vez que faziam votos de castidade). As punições para quem quebrasse as regras da Ordem podiam ser leves (açoitamento e jejum forçado por dias), moderadas (aprisionamento por um ano a pão e água três vezes por semana), severas e muito severas (expulsão da Ordem ou morte). As muito severas eram aplicadas a quem se acovardasse ou passasse para o lado do inimigo e para quem praticasse sodomia.
Os Cavaleiros Teutônicos também desenvolveram, por pouco tempo, sua própria literatura e música, na qual compunham poemas sobre as batalhas, encorajando os leitores e ouvintes a imitarem seus feitos. O Castelo de Marienburg, principal propriedade do Teutônicos, chegou a ter uma biblioteca com 41 livros em latim e 12 em germânico. Além dos poemas de cavalaria, como ordem religiosa que era, apreciavam ler a Bíblia, em especial os livros de Judite, Ester, Neemias, Macabeus, Juízes e Apocalipse, pois retratavam sua realidade de batalhas. As leituras se davam na hora do almoço por um padre da ordem, enquanto os demais comiam em silêncio ouvindo as narrativas.

## Edificações teutônicas
| Imagem | Património                 | Tipologia                                         | Ano de Construção          | Cidade        | País    | Visitável |
| ------ | -------------------------- | ------------------------------------------------- | -------------------------- | ------------- | ------- | --------- |
|        | Ruínas do Castelo Montfort | Fortaleza                                         | Início: 1220 Término: 1226 | Acre          | Israel  | Sim       |
|        | Ruínas do Castelo Amouda   | Fortaleza e convento.                             | Século XII                 | Gökçedam      | Turquia | Sim       |
|        | Castelo de Malbork         | Fortaleza, convento e antiga sede geral da Ordem. | Início: 1309 Término: 1406 | Malbork       | Polónia | Sim       |
|        | Castelo de Golub-Dobrzyń   | Castelo medieval e convento                       | Início: 1293 Término: 1301 | Golub-Dobrzyń | Polónia | Sim       |
|        | Castelo de Bouzov          | Fortaleza e convento                              | Século XIV                 | Morávia       | Chéquia | Sim       |
|        | Castelo de Alden Biesen    | Castelo medieval                                  | Século XVI                 | Bilzen        | Bélgica | Sim       |

## Relíquias

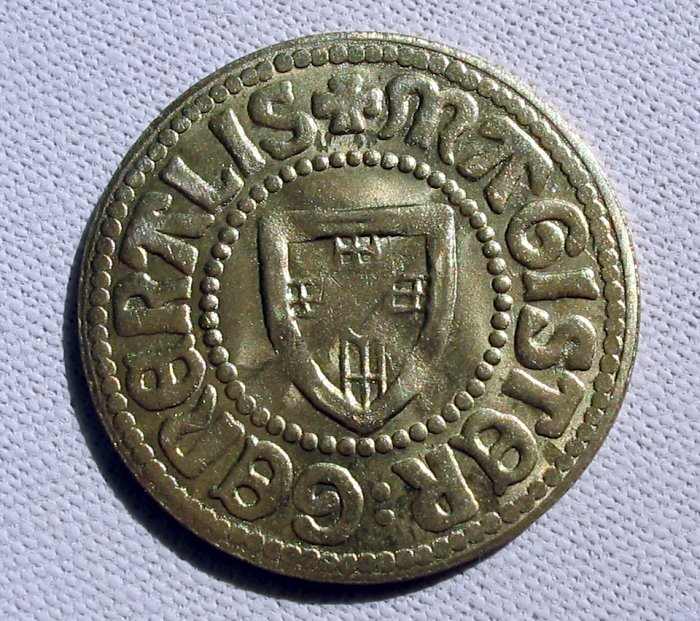
Moeda da Ordem Teutónica
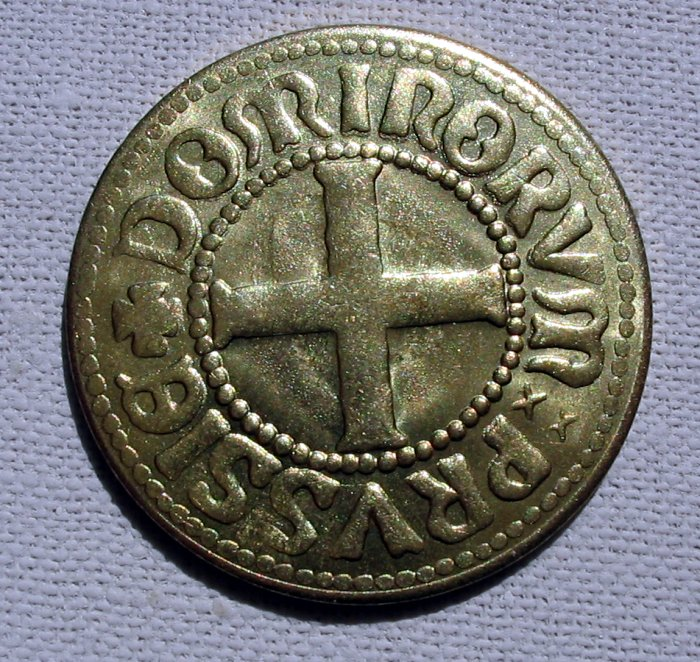
Moeda da Ordem Teutónica
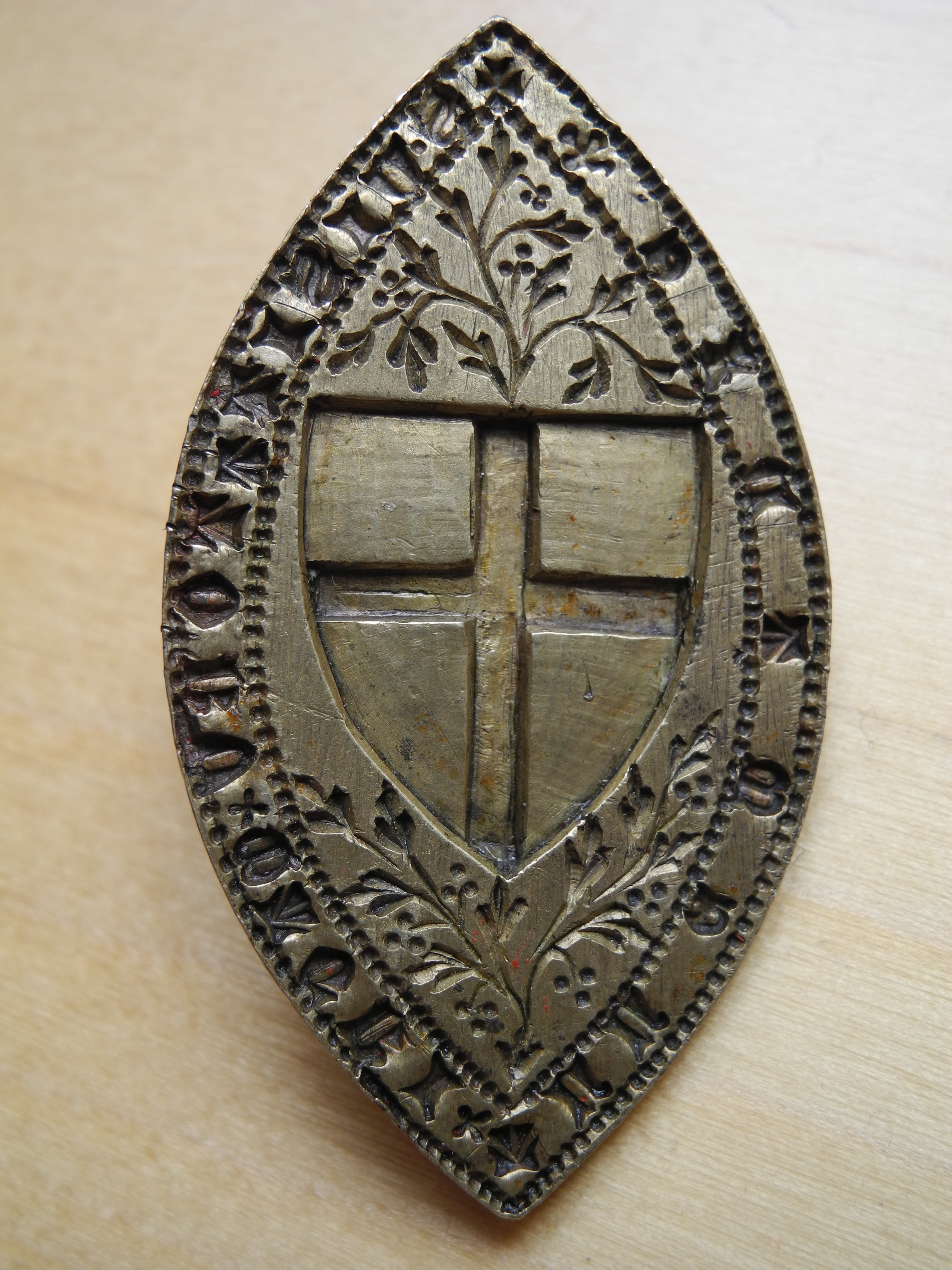
Selo teutônico do Século XIV
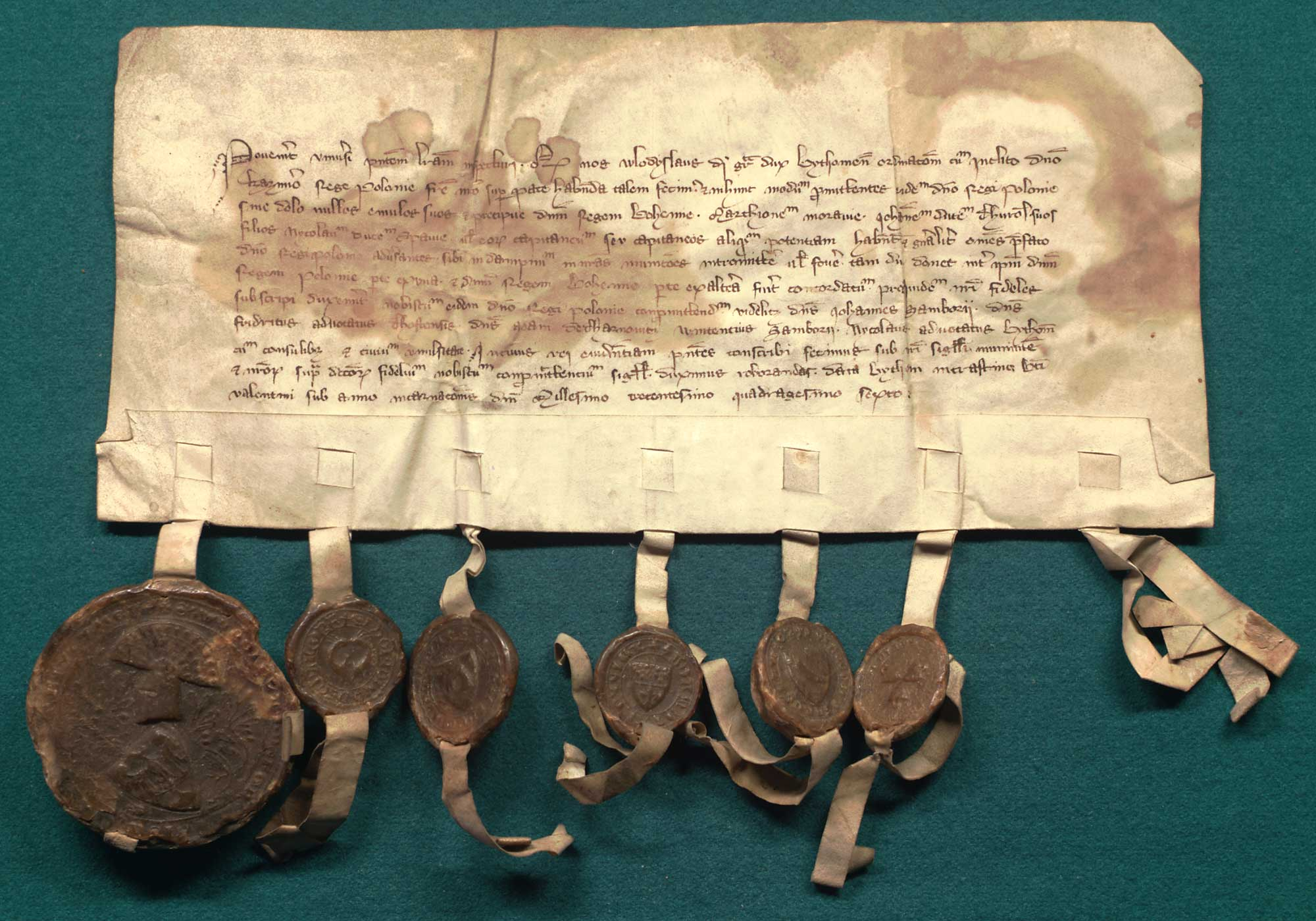
Armistício entre Polônia e Teutônicos de 1344
Relicário de 1388
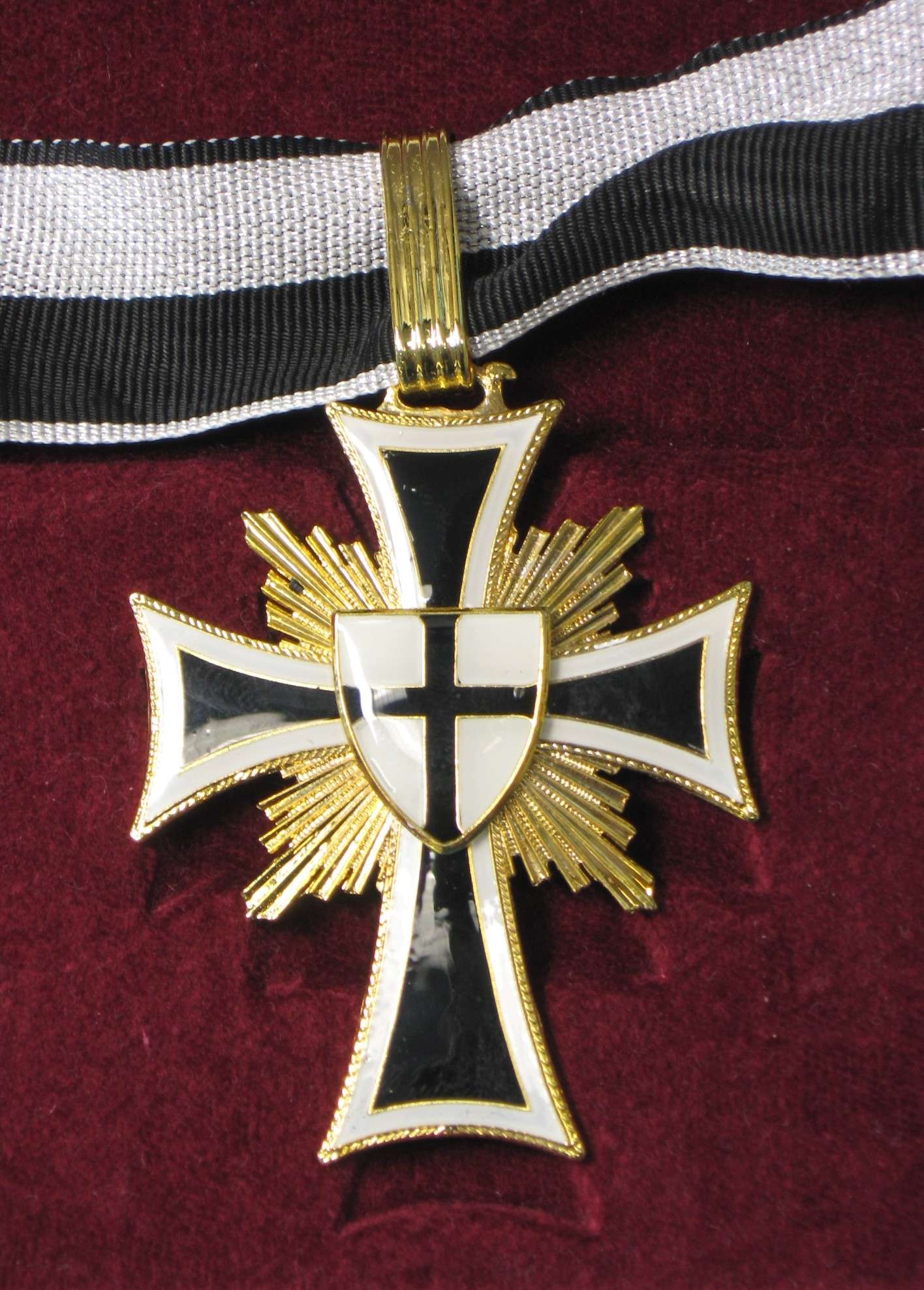
Atual medalha da Ordem
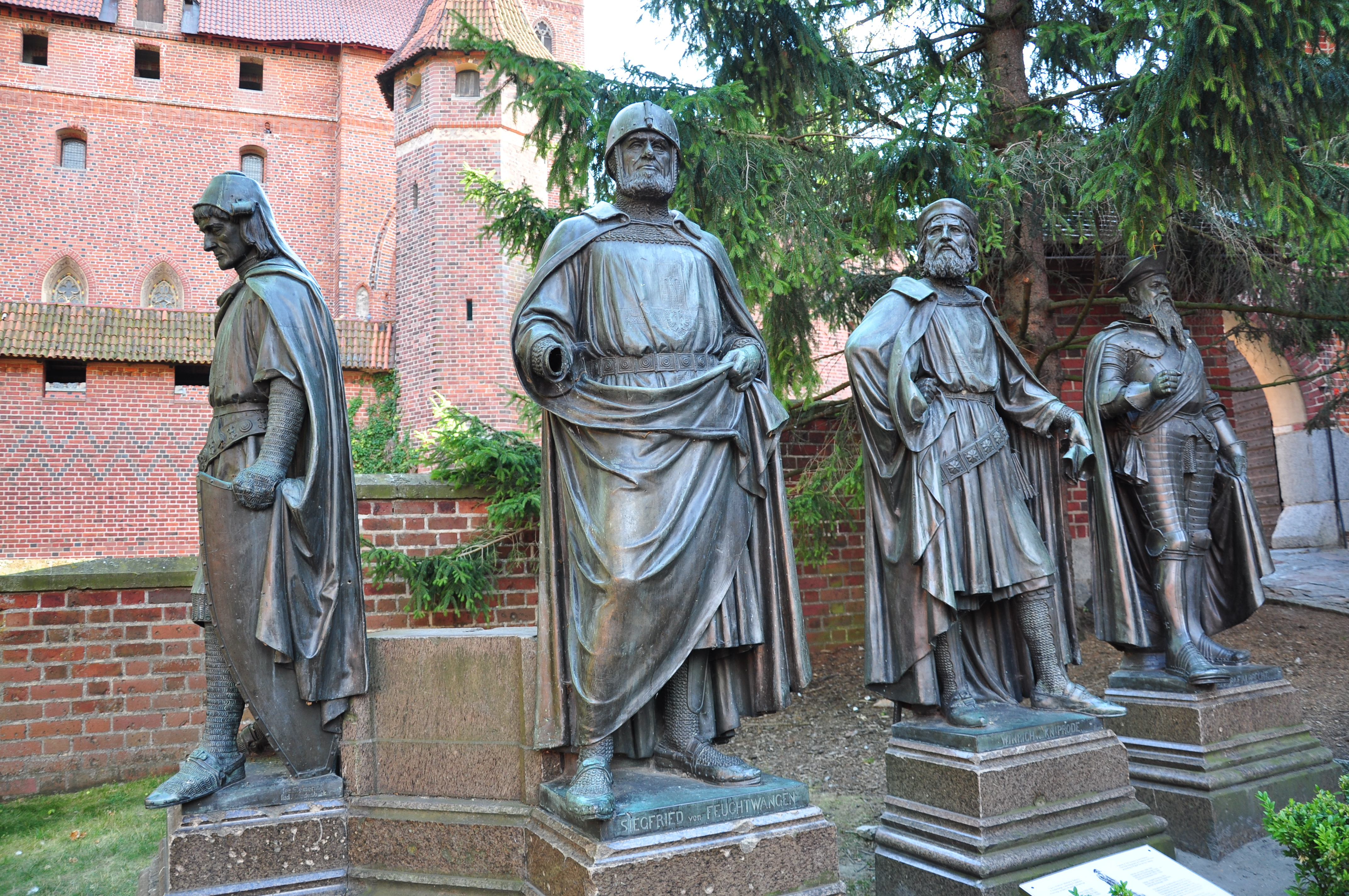
Estátuas no Castelo de Marienburg

## Grão-mestres
- Otto von Kerpen: 1200 - 1208 (2º Grão-mestre)
- Heinrich von Tunna: 1208 - 1209 (3º Grão-mestre)
- Hermann von Salza: 1209 - 1239 (4º Grão-mestre)
- Konrad von Feuchtwangen: 1291 - 1296 (13º Grão-mestre)